# Walter Gyllenberg
Knut Anton Walter Gyllenberg (født 5. april 1886 i Malmø, død 25. juli 1952 i Lund) var en svensk astronom.
Gyllenberg tog doktorgraden 1915 i Lund og blev samme år docent i astronomi ved Lunds Universitet, 1921 observator ved Observatoriet i Lund. Han blev titulær professor 1932 og medlem af Kungliga Vetenskapsakademien 1939. Gyllenberg har beskæftiget sig med studier over stjernernes egenbevægelser og radialhastigheder og har herom skrevet forskellige afhandlinger, hvoraf må nævnes On the Three Axial Distribution of the Velocities of the Stars (1914) og Stellar Velocity Distribution as derived from Observations in the Line of Sight (1915). Endvidere kan nævnes afhandlingen On the Properties of the Red Stars and their Relations to Spectral Series (Stockholm 1922). Endelig har Gyllenberg udsendt et katalog på 11800 stjernepositioner, en genobservation, udført med meridiankredsen i Lund af Astronomische Gesellschafts Lund-katalog.